# Amegilla ferrisi
Amegilla ferrisi là một loài Hymenoptera trong họ Apidae. Loài này được Rayment mô tả khoa học năm 1947.